# Anthony Sirufo
Anthony Sirufo (31 dicembre 1978) è un allenatore di calcio ed ex calciatore francese, di ruolo difensore, tecnico del Delémont.

## Carriera
Ha disputato 5 partite nella Division 1 1998-1999 con la maglia del Sochaux e una stagione nella massima serie svizzera con il Sion.

## Palmarès

### Allenatore

#### Competizioni nazionali
- 1ª Lega: 1

Delémont: 2022-2023 (gruppo 2)